# Silverstone
Silverstone er en by i Northamptonshire, England med godt 2.000 indbyggere.
Umiddelbart syd for byen ligger racerbanen Silverstone Circuit, hvor der blev kørt Formel 1-løb første gang i 1948.